# Atracis atkinsoni
Atracis atkinsoni är en insektsart som först beskrevs av William Lucas Distant 1912.  Atracis atkinsoni ingår i släktet Atracis och familjen Flatidae. Inga underarter finns listade i Catalogue of Life.